# Metro de Dubai

Línies del Metro de Dubai

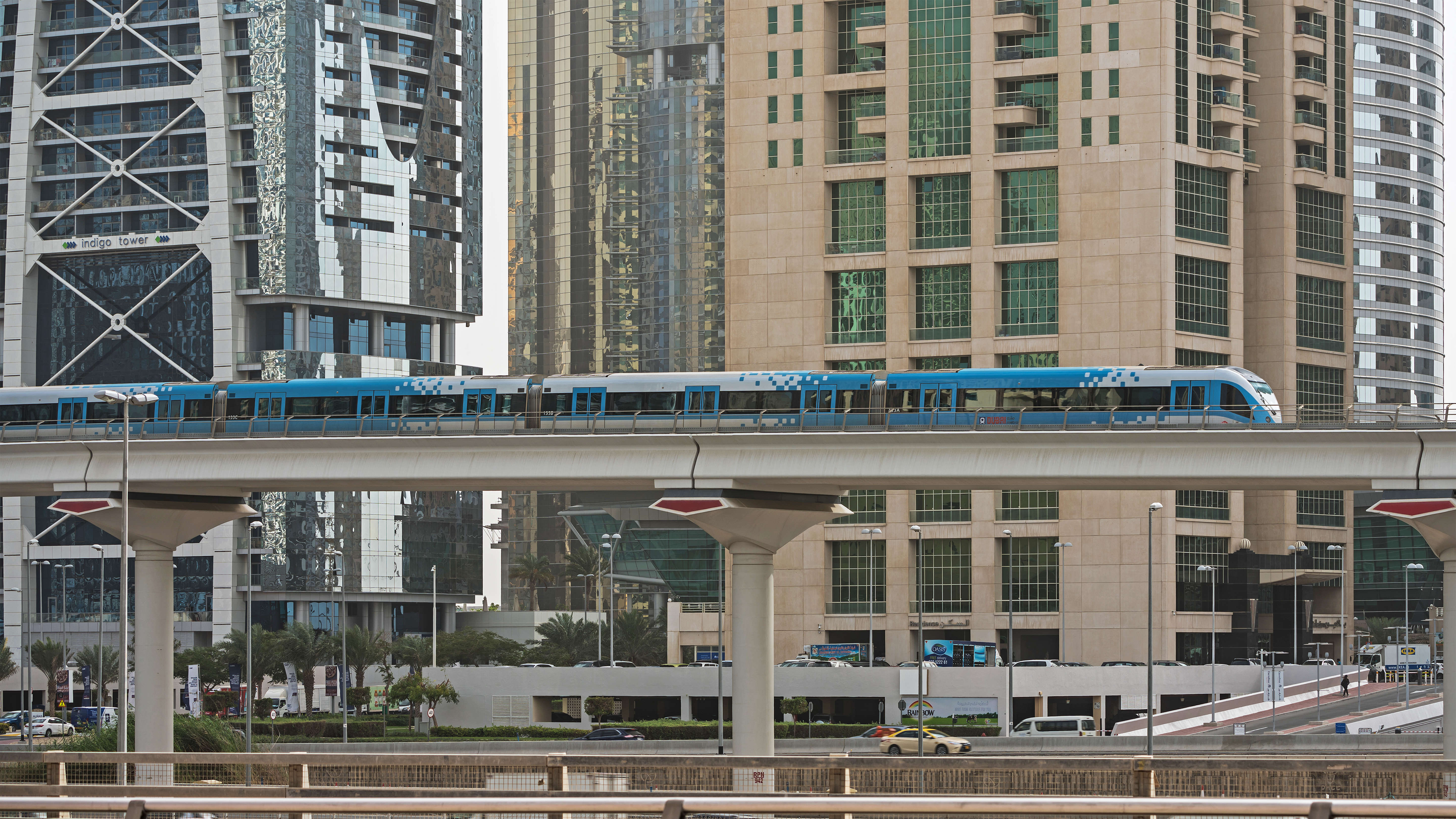

El Metro de Dubai (àrab: مترو دبي) és un modern metro en part aeri per viaductes (a la perifèria) i en part subterrani (al centre ciutat), a la ciutat de Dubai als Emirats Àrabs Units, totalment automatitzat. Serà el més llarg sistema de rails automatitzats del món. La primera secció de la Línia Vermella fou inaugurada el 9 de setembre de 2009.

## Estacions

### Línia Vermella
- Estació del Port de Jebel Ali
- Estacions 2 a 5
- Universitat Americana de Dubai
- Estació d'Internet City
- Estacions 8 i 9
- Estació Souk al Nakheel
- Estacions 11 a 17
- Estació Burj Dubai
- Estació de la Financial City
- Estació de les Torres dels Emirats
- Estació del Trade Center
- Estacions 22 a 24
- Estació Bur Juman
- Estació 26
- Estació de la Plaça al-Ittihad
- Estació Salahuddin
- Estacions 29 a 34
- Estació de la Zona Franca de l'Aeroport

### Línia Verda
- Estació de Festival City
- Estacions 2 i 3
- Estació de la Health Care City
- Estacions 5 a 7
- Estació de Bur Juman
- Estacions 9 a 13
- Estació de pla Plaça al-Ittihad
- Estacions 15 i 16
- Estació de la Terminal 1 de l'Aeroport
- Estació de la Terminal 3 de l'Aeroport
- Estació 21
- Estació Rashidiya